# Too Funky
Too Funky è un singolo del cantautore britannico George Michael, pubblicato nel 1992 ed estratto dalla raccolta Red Hot + Dance, prodotta dalla Red Hot Organization.

## Video
Il videoclip della canzone è stato realizzato in collaborazione con Thierry Mugler e vede la partecipazione di numerose modelle tra cui Eva Herzigová, Linda Evangelista, Nadja Auermann, Emma Sjöberg, Estelle Hallyday, Shana Zadrick, Tyra Banks e Beverly Peele. Inoltre vi appaiono le attrici Julie Newmar e Rossy de Palma e le artiste drag Lypsinka e Joey Arias.

## Tracce
- CD (UK)

1. Too Funky (Extended) – 5:37
2. Crazyman Dance – 5:52
3. Too Funky – 3:45

- CD (Europa)

1. Too Funky (Extended) – 5:37
2. Too Funky (Happy Mix) – 5:53
3. Too Funky (Digital Mix) – 6:25

- CD (USA)

1. Too Funky (Extended) – 5:37
2. Too Funky (Digital Mix) – 6:25
3. Too Funky (Happy Mix) – 5:53
4. Too Funky (Single Version) – 3:45
5. Crazyman Dance – 5:52

## Classifiche
| Classifica (1992)              | Posizione massima |
| ------------------------------ | ----------------- |
| Australia                      | 3                 |
| Austria                        | 9                 |
| Belgio (Fiandre)               | 2                 |
| Canada                         | 6                 |
| Canada (dance/urban)           | 1                 |
| Danimarca                      | 1                 |
| Europa                         | 3                 |
| Finlandia                      | 4                 |
| Francia                        | 5                 |
| Germania                       | 12                |
| Grecia                         | 2                 |
| Irlanda                        | 5                 |
| Italia                         | 2                 |
| Norvegia                       | 2                 |
| Nuova Zelanda                  | 5                 |
| Paesi Bassi                    | 3                 |
| Portogallo                     | 4                 |
| Regno Unito                    | 4                 |
| Stati Uniti                    | 10                |
| Stati Uniti (dance club)       | 20                |
| Stati Uniti (dance/electronic) | 11                |
| Svezia                         | 7                 |
| Svizzera                       | 6                 |